# MDR Sinfonieorchester

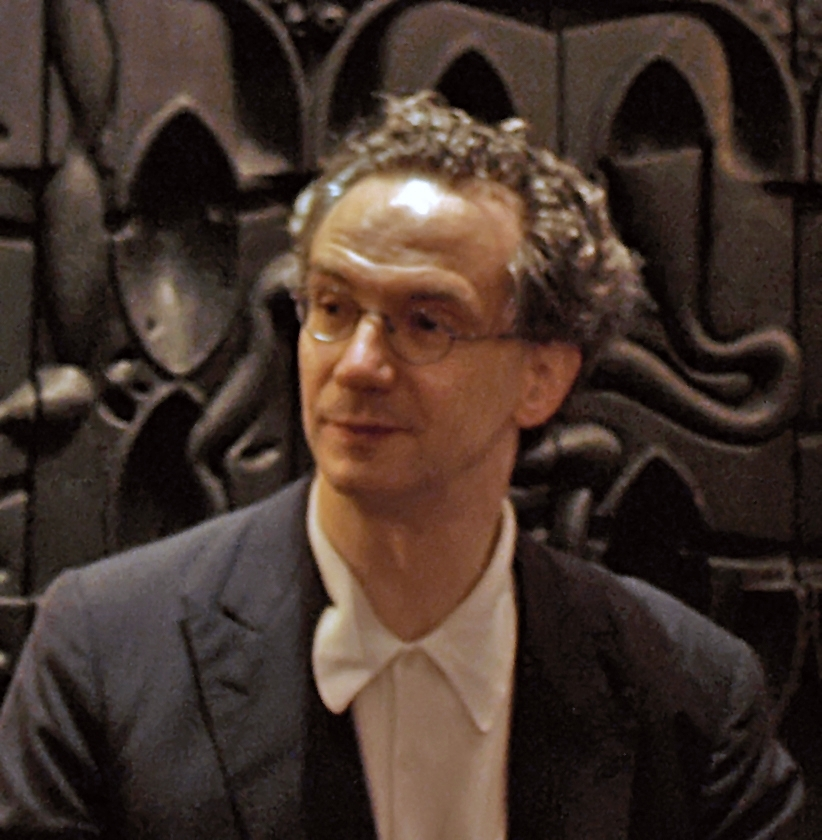
Fabio Luisi, 2009

MDR Sinfonieorchester (Leipziger Sinfonie-Orchester (LSO), Rundfunk-Sinfonieorchester Leipzig, RSO Leipzig) – niemiecka orkiestra radiowa działająca przy Mitteldeutscher Rundfunk, została założona w 1923 roku w Lipsku. Poza okresem II wojny światowej orkiestra funkcjonuje nieprzerwanie od 1924 roku. Dyrygentami orkiestry byli m.in. Hermann Abendroth (1949–1956), Herbert Kegel (1953–1977), Daniel Nazareth (1991–1996) oraz Fabio Luisi (1999–2007).